# Acronicta cineracea
Acronicta cineracea är en fjärilsart som beskrevs av Ludwig Carl Friedrich Graeser 1888. Acronicta cineracea ingår i släktet Acronicta och familjen nattflyn. Inga underarter finns listade i Catalogue of Life.